# Abundius de Côme
Saint Abundius (également : Abondius, Abundias ou Abbondio) (Thessalonique, début du Ve siècle – Côme, 469) était un évêque de Côme, en Italie du Nord.

## Biographie
Abundius est né à Thessalonique au début du Ve siècle. En 448 il devient le quatrième évêque de Côme, succédant à Amanzio.
Il était présent au deuxième concile d'Éphèse en 450 et prit une part active contre l'hérésie eutychéenne au concile de Chalcédoine (451), où il était le représentant du pape Léon le Grand. En 452, il participe également au synode de Milan, convoqué pour réfuter l'hérésie.
Abundius est l'un de ceux à qui on attribue parfois la paternité du Te Deum.
La basilique romane de Sant'Abbondio, à Côme, consacrée en 1095 par le pape Urbain II, lui est dédiée, et ses reliques sont conservées sous le maître-autel.